# Mandolino
Il mandolino (mandolino classico, o napoletano) è uno strumento musicale, caratterizzato da quattro corde doppie, che appartiene al genere dei cordofoni.

## Storia
La sua origine risale al XVII secolo in Italia, dove si è sviluppato come una derivazione della mandola, differenziandosi per le dimensioni più ridotte e il manico più corto.
Il mandolino napoletano, in particolare, è diventato famoso grazie alla produzione della Casa Vinaccia di Napoli, che ha iniziato a realizzare strumenti intarsiati e decorati con avorio e madreperla a metà del Seicento. Questo strumento ha avuto un grande successo nella musica popolare e classica, con compositori come Antonio Vivaldi e Wolfgang Amadeus Mozart che hanno scritto opere per mandolino. Nel corso del secolo successivo, il mandolino ha raggiunto l'apice della sua popolarità, diventando un simbolo della musica napoletana e attirando l'attenzione di molti aristocratici.
Oggi continua ad essere utilizzato in vari generi musicali, dalla musica folk alla musica classica contemporanea.

## In chiave di sol

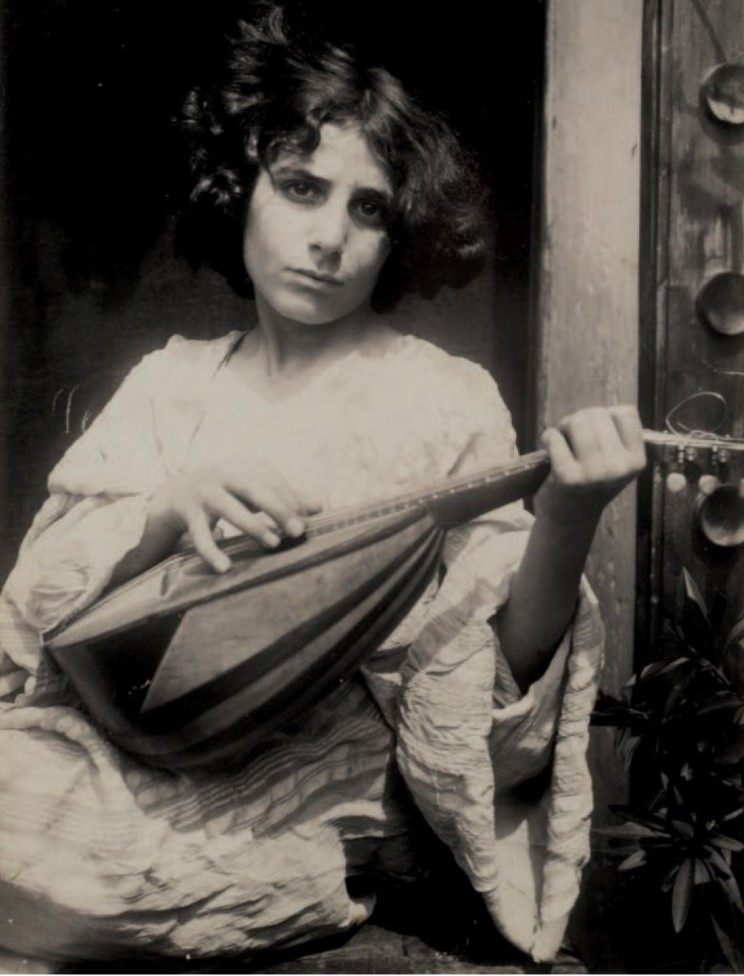
Ragazzo con mandolino
Roma, prima del 1907
Wilhelm von Plüschow

È possibile adattare al mandolino il repertorio violinistico, dal momento che il mandolino possiede la stessa accordatura del violino.
Pur essendo uno strumento popolare, venne utilizzato anche nella musica cosiddetta colta, e, talvolta, anche nell'opera lirica. Lo stesso Antonio Vivaldi compose un concerto per mandolino, Concerto in Do maggiore Op.3 n.6, e due concerti per due mandolini e orchestra. Mozart lo inserì nel suo Don Giovanni, mentre Beethoven gli dedicò quattro sonatine.
Tra i più importanti mandolinisti del Novecento si ricordano Carlo Curti, che contribuì largamente a diffondere lo strumento negli Stati Uniti e Messico, Raffaele Calace, compositore, esecutore e liutaio, Michele Salvatore Ciociano (1874-1944), compositore e virtuoso di mandolino, autore di brani di grande impegno tecnico, e Giuseppe Anedda, virtuoso concertista e docente della prima cattedra di conservatorio italiana di mandolino (Padova, 1975). Attualmente tra i rappresentanti italiani di spicco nella musica classica e classico-contemporanea si possono annoverare Ugo Orlandi, Carlo Aonzo, Dorina Frati, Nunzio Reina, Mauro Squillante, Duilio Galfetti.
In pentagramma, la chiave di lettura musicale utilizzata per suonare il mandolino è la chiave di sol. Lo strumento è costituito da una cassa armonica e da un manico.
Il manico, lungo circa 40 centimetri, si raccorda alla cassa più o meno in profondità a seconda dei modelli. Il suo profilo posteriore può essere più o meno arrotondato a seconda dei modelli; nei mandolini classici in genere possiede una marcata sagoma a V, mentre nella maggior parte degli strumenti di disegno contemporaneo il profilo del dorso è più simile a una U.
In quasi tutti i mandolini moderni il manico è munito al suo interno di tendimanico, un tirante metallico regolabile con un dado a brugola il quale, oltre a irrobustire il manico, permette di controllarne la curvatura in senso longitudinale per compensarne la tendenza a imbarcarsi sotto la tensione delle corde.
Sulla parte superiore è riportata la tastiera, una striscia di legno duro suddivisa in porzioni corrispondenti ciascuna a un semitono, sovente adornata con intarsi segnaposizione, in genere replicati a lato del manico. All'inizio della tastiera il capotasto, una barretta d'osso precisamente sagomata e scanalata, determina spaziatura e altezza sulla tastiera delle quattro coppie di corde.
I tasti, contro i quali si premono le corde per ottenere le note volute, sono ricavati da segmenti di profilato metallico a T incastonati in apposite fessure intagliate nella tastiera con strettissima tolleranza. Anticamente d'ottone crudo sagomato a mano, facilmente lavorabile ma soggetto a rapida usura a contatto con le corde, oggi il metallo che costituisce i tasti è alpacca al 18% di nichel. Più di recente alcuni costruttori hanno adottato per i propri strumenti tasti d'acciaio inox. Il numero di tasti varia dai 17 dei modelli economici da studio, ai 29 dei mandolini da concerto a tastiera prolungata; molti strumenti di concezione moderna, grazie all'innesto che lascia fuori dal corpo una porzione più lunga di manico, offrono una migliore accessibilità al registro acuto.

## La struttura

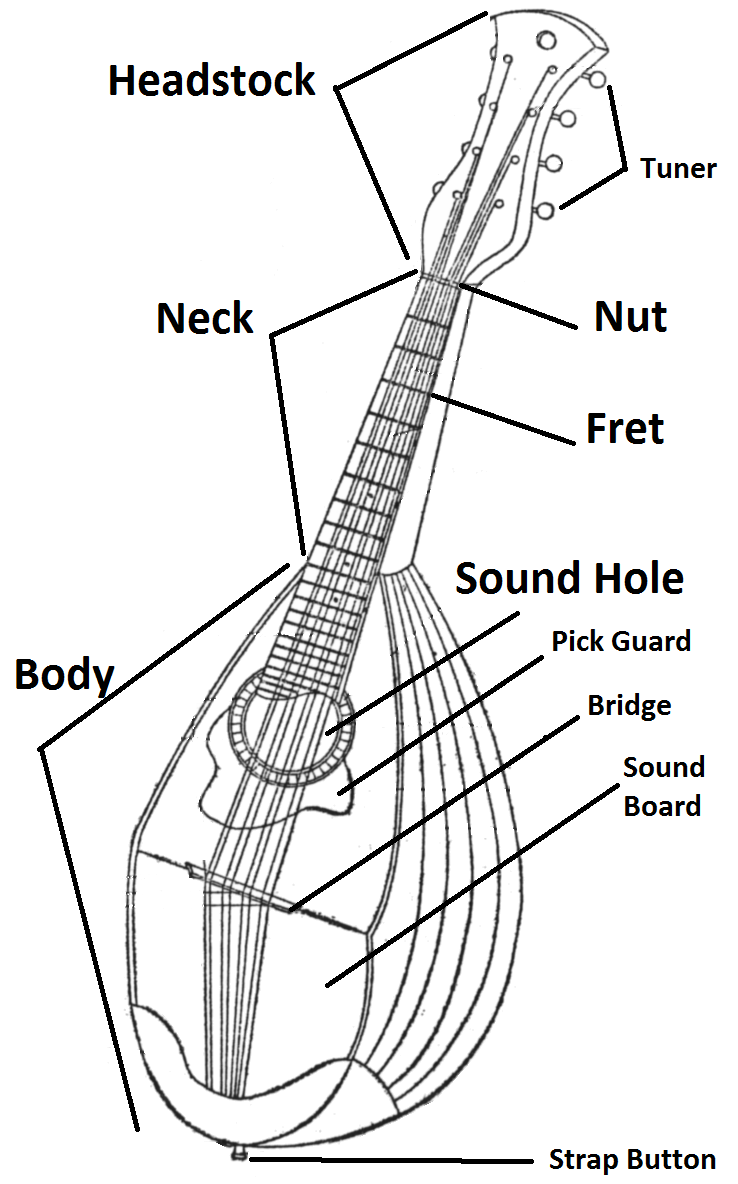
Parti di un mandolino classico

### La cassa
La struttura della cassa di risonanza del mandolino è l'elemento che ne permette l'identificazione sonora e che ne stabilisce la collocazione in seno alla famiglia dei plettri. L'evoluzione organologica degli strumenti a plettro per certi versi è assimilabile a quella degli strumenti ad arco; tuttavia, a differenza del violino, il mandolino non si è cristallizzato in un unico modello, poiché all'architettura del cosiddetto mandolino napoletano si sono andate affiancando numerose varianti stilistiche e strutturali, tese a incrementare il volume sonoro, ottimizzare la resa timbrica e accrescere la versatilità d'impiego. I risultati di queste sperimentazioni, accomunate da stili costruttivi che si discostano decisamente dalla morfologia di base, nel corso del tempo sono stati assai lusinghieri, al punto che attualmente, accanto al mandolino classico tradizionalmente conosciuto come mandolino napoletano, si sono affermate nell'uso comune altre forme costruttive la cui evoluzione in termini di sagome, spessori e proporzioni rispecchia le componenti acustiche risultanti.
Come in tutti gli strumenti a corda, la cassa armonica del mandolino è provvista di una buca, o foro di risonanza, dalla quale il suono amplificato dalla cassa si propaga all'esterno. La forma e posizione della buca si apre nella parte superiore della tavola al termine della tastiera ed è quasi sempre circondata da filetti decorativi, che cambiano di poco nella maggior parte dei mandolini di tipo tradizionale in cui la buca può essere indifferentemente tonda o ovale.
Più o meno al centro della tavola è posizionato il ponticello, una sottile struttura di legno oblunga di profilo piramidale, tramite la quale le vibrazioni delle corde in tensione, posizionate da lievi scanalature che ne determinano spaziatura, altezza e diapason, premono su di esso trasmettendo le vibrazioni alla tavola armonica che ha il compito di amplificarle. Essenziale per il suono è la base del ponticello, sagomata per combaciare perfettamente con la tavola al fine di offrire la massima superficie di contatto. Spesso la sommità dei ponticelli fatti di legni leggeri è rivestita in osso o in ebano, col duplice scopo di aumentare la brillantezza del suono e resistere meglio all'usura provocata dalle corde.

### Le corde
La cordiera, fissata all'estremità inferiore della tavola armonica, è una piastrina munita di ganci ai quali vengono fissate le corde, che, dall'altro capo sono allacciate ai perni delle meccaniche. In diversi strumenti è dotata di un coperchio, incernierato o rimovibile, a volte riccamente cesellato. In altri un poggiabraccio di legno intagliato si estende a mo' di ponte sospeso da un'estremità all'altra della cordiera per proteggere l'avambraccio del suonatore dal contatto con ganci e terminali delle corde.
Il mandolino monta corde d'acciaio armonico, un metallo estremamente elastico, onde poter ricevere e ritrasmettere efficacemente alla cassa le sollecitazioni impartite dal plettro. Le prime due corde, mi e la, sono in acciaio nudo, in genere stagnato, argentato o dorato, mentre la terza e la quarta, re e sol, sono avvolte, ossia ottenute sovrapponendo strettamente al nucleo d'acciaio una sottilissima spirale di filo metallico che consente di incrementarne di poco lo spessore conservando un elevato grado di capacità vibratile. Quando l'avvolgimento costituisce lo strato più esterno, la corda, denominata round wound, produce un suono brillante e carico di armoniche, mentre quando questo è a sua volta rivestito da un secondo strato metallico nastriforme la corda prende la definizione di flat wound ed emette un suono meno argentino ma con la fondamentale in evidenza, a tutto vantaggio della definizione e della pulizia di suono. Il tipico rumore da sfregamento a contatto con i polpastrelli di cui sono affette le corde ad avvolgimento tondo è praticamente assente in quelle dalla superficie piatta, che per contro hanno una risposta un po' più ottusa. Per l'avvolgimento si utilizzano filo di rame argentato, ottone, bronzo, bronzo fosforoso, acciaio al carbonio, nichel o nichel/cromo; ciascun metallo apporta differenti caratteristiche fisiche che si rispecchiano in diverse sfumature timbriche. I progressi apportati dalla tecnologia, uniti ai gusti individuali dei musicisti e alle caratteristiche fisiche dei vari tipi di corda hanno portato al sedimentarsi di abbinamenti tipici tra strumenti e relative corde.
La scelta del materiale e del calibro è legata alla conformazione oltre che al gusto individuale, pertanto varia a seconda del tipo di strumento; in genere i mandolini di tipo tradizionale a tavola piatta, lievemente arcuata o piegata, dalla sonorità tendenzialmente delicata e le cui formanti si collocano nella regione acuta dello spettro sonoro, sono caratterizzati da una struttura più leggera e sfruttano al meglio corde di piccolo calibro con i bassi avvolti in rame argentato (morbide al tatto, suono relativamente dolce ma rapidissima usura e oggi pressoché in disuso), nichel (suono deciso e bilanciato, buona durata) o acciaio al carbonio (suono forte e brillante, grande volume e ottima durata); la struttura dei mandolini con tavola e fondo scavati dal massello è più robusta e la sonorità è in genere percussiva, stentorea ed estroversa, marcata da un transitorio d'attacco più netto, ampia dinamica, enfasi sulle basse frequenze e superiore durata del suono. Questi strumenti sfruttano al meglio corde di grosso calibro con i bassi avvolti in varie leghe di ottone o bronzo (timbro brillante e pastoso, media durata) o bronzo fosforoso (suono aperto e lunga durata, necessita di un periodo di rodaggio per ridurne l'asprezza iniziale). Di recente sono state messe in commercio mute in cui le corde avvolte presentano un ulteriore microscopico rivestimento a calza in materiale sintetico allo scopo di rallentarne l'usura e favorire la scorrevolezza. I mandolini elettrificati con pick-up magnetici devono montare corde avvolte in materiale ferromagnetico (acciaio, nickel) evitando quelle bronzate, pena una netta perdita di volume e di corposità su terza e quarta corda.
Questa è la gamma, puramente indicativa, dei possibili calibri per corde da mandolino, dal più sottile al più spesso, come da tradizione indicati in centesimi di pollice:
- MI	.009 - .0115
- LA	.014 - .016
- RE	.022 - .026
- SOL	.032 - .041

### Legni usati per la costruzione
Mandolino classico:
- Tavola armonica (incluse controfasce e catene): abete rosso della Val di Fiemme, abete Engelmann, abete Sitka, Abete rosso.
- Doghe e scudo (oppure fasce e fondo): acero, acero marezzato, acero occhiellato, noce, mogano, palissandro
- Manico: acero, mogano, noce, faggio
- Tastiera: ebano, palissandro
- Ponticello: acero, palissandro, ebano

Mandolino americano:
- Tavola armonica: Abete rosso, Abete Sitka
- Manico e Tastiera: ebano. (Viene utilizzato anche un parente dell'ebano, il Diospyros virginiana,  soprattutto nei mandolini più antichi)
- Ponticello: acero o ebano
- Doghe e scudo: Acer saccharinum o Acer rubrum, abete Sitka, e Sequoia semperverens

## Tipi di mandolini

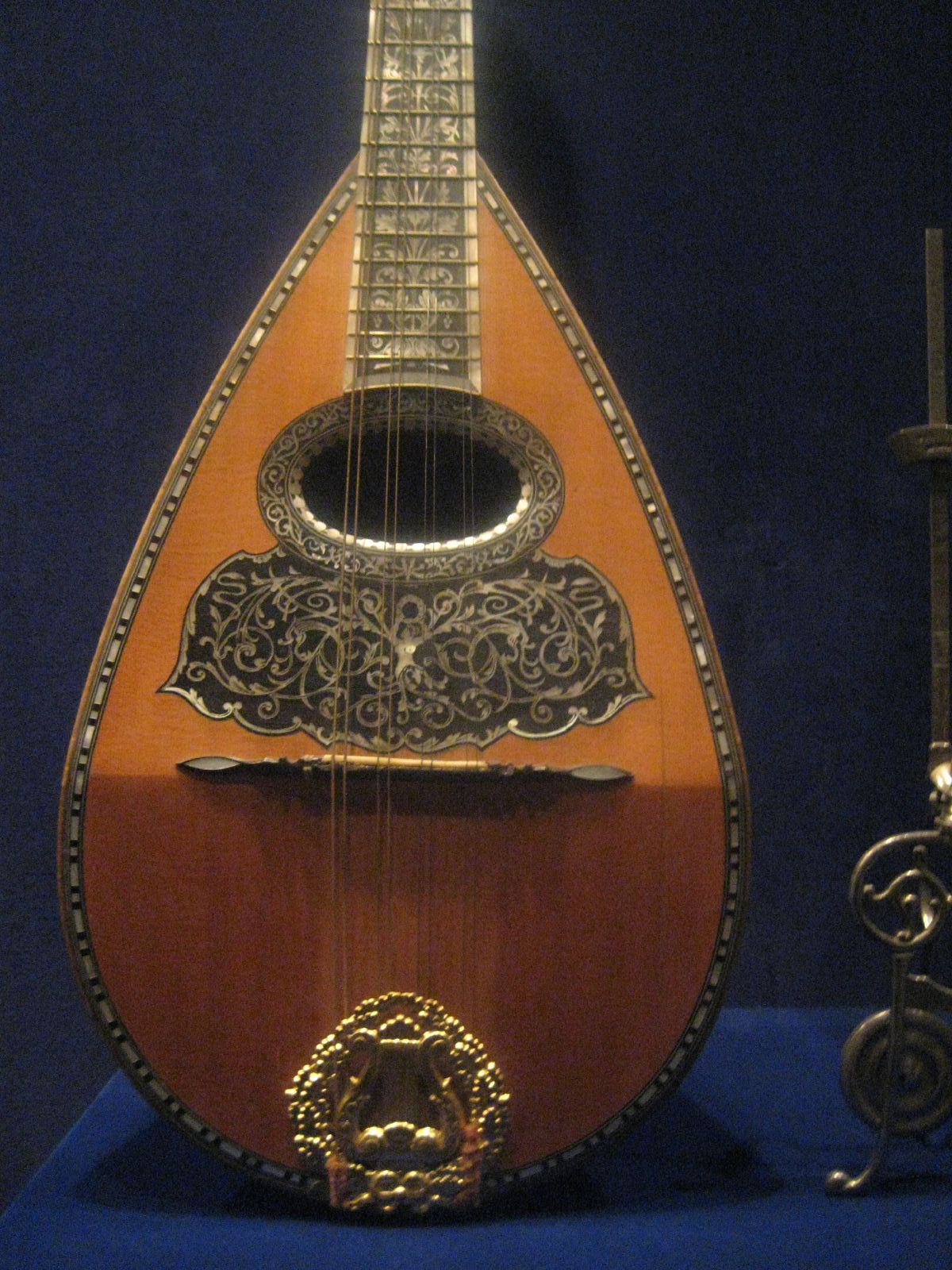
Mandolino tipico di Napoli. Notare l'intricata madreperla intarsiata vicino al buco del suono.

### Mandolino napoletano
Il mandolino classico, detto anche napoletano, ha ormai raggiunto la perfezione con gli strumenti realizzati da Embergher, Vinaccia e Calace; è caratterizzato da un corpo panciuto a goccia, realizzato a doghe che si congiungono al vertice in corrispondenza dell'incastro con il manico, come il liuto e il bouzouki greco, mentre la parte posteriore della cassa è irrobustita dallo scudo, una fascia lignea che circonda la tavola armonica per buona parte del perimetro. La tavola armonica presenta la caratteristica forma a lacrima; in genere dotata di tre catene perpendicolari alla linea di mezzeria (ladder bracing), è piegata all'altezza del ponticello o subito sotto di esso, tecnica che consente allo strumento di supportare l'elevata tensione delle corde metalliche. La testa del mandolino napoletano è piatta, una vera e propria cavigliera.
Il mandolino classico possiede un timbro delicato, molto espressivo e 'cantabile', con una componente di riverbero che fluidifica e omogeneizza l'effetto del tremolo. La sonorità è dolce e argentina. A confronto con la sonorità di strumenti aventi un disegno più moderno, si svela intubata e gutturale, in particolare se le corde vengono pizzicate lontano dal ponticello, mentre la definizione è sempre eccellente su tutta l'estensione; i sovracuti risultano brillanti e nitidi arrivando a essere decisamente pungenti, se suonati in prossimità del ponte.
La proiezione non è il suo punto forte mentre la dinamica è ottima, a patto di non costringerlo a ricavare più suono di quanto esso sia capace. Il rapporto segnale/rumore sulle corde basse varia sensibilmente in funzione della forza e dell'angolo d'impatto del plettro, in particolare migliora man mano che l'esecutore si sposta verso la tastiera, mentre su quelle alte resta praticamente costante. Il mandolino classico rimane uno strumento dalla voce 'piccola' ma estremamente espressiva, capace di diventare languida e perfino sdolcinata, e dà il meglio di sé con un plettro rigido ma non troppo spesso, di forma allungata.

### Mandolino settentrionale
Nel mandolino brianzolo, di disegno pressoché identico al precedente, lo scudo ha proporzioni maggiori, andando a costituire, come nella chitarra, delle vere e proprie fasce, cioè le pareti della cassa. Il fondo è piatto anziché bombato, cambia pertanto il disegno dell'innesto corpo-manico che non è più di testa ma a coda di rondine, risultando più robusto. La volumetria interna è pari a quella del mandolino classico o solo lievemente inferiore, mentre forma e architettura della tavola armonica sono analoghe, salvo eccezioni in cui la tavola non è piegata ma piatta o leggermente arcuata. Il timbro ricorda quello del mandolino napoletano ma è meno gutturale e più asciutto, favorisce la definizione delle frequenze medie, aumentando la portata del suono e riducendo la tendenza della quarta corda a risuonare simpateticamente in presenza di vibrazioni estranee. Questo modello, tipico del Nord Italia, prende il nome dalla porzione di territorio lombardo che maggiormente ha visto la sua diffusione e costituisce una forma di transizione verso lo sviluppo del mandolino contemporaneo, che raggiungerà la perfezione negli USA durante i primi anni del Novecento. Il timbro del mandolino brianzolo conserva una componente melliflua, ma lo strumento, pur non potendo competere a livello di dinamica con gli strumenti progettati nell'ultimo secolo, dispone di una migliore capacità di proiezione, specie alle basse frequenze e in genere sopporta meglio un uso più aggressivo.

### Mandolino portoghese
Il mandolino portoghese, chiamato anche bandolim si discosta maggiormente dal disegno tradizionale in quanto la forma della cassa, decisamente più larga dei modelli appena descritti, assume una sagoma piriforme. La tavola, in cima alla quale si apre una buca tonda o ovale ma sempre di piccolo diametro, è di conseguenza assai ampia. Negli strumenti più pregiati presenta una leggera arcatura, mentre in quelli economici è piatta. In comune con i modelli nostrani lo strumento ha catene parallele, disposte perpendicolarmente alla linea di mezzeria. Le fasce sono molto alte e si rastremano in corrispondenza del giunto corpo/manico, il quale è invariabilmente realizzato con un incastro a coda di rondine e coperto dal prolungamento (cappetta) del fondo. Il fondo è curvo, assumendo così un profilo blandamente emisferico. Non è fatto a doghe bensì a

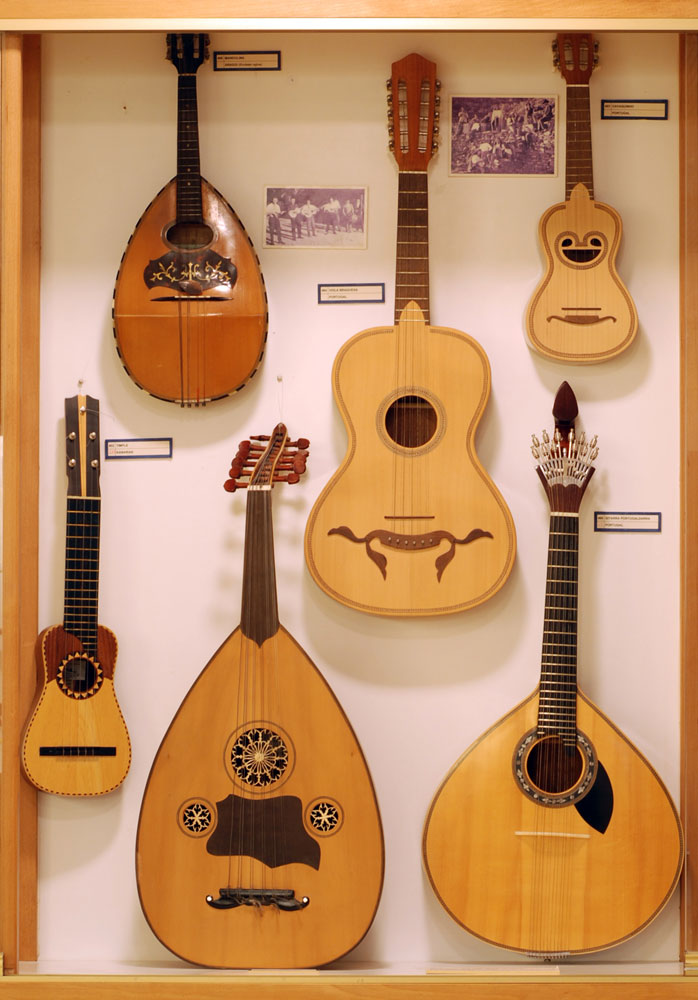
In alto a sinistra: un mandolino portoghese

spicchi, costruzione riservata agli strumenti di pregio, nella quale gli spicchi sono separati da filetti colorati, mentre quelli più modesti possono avere il fondo in un pezzo unico leggermente arcuato o addirittura piatto. Analogamente agli strumenti contemporanei, il manico si congiunge alla cassa in posizione più arretrata rispetto al mandolino classico e possiede in genere un profilo dorsale sottile, favorendo così l'accesso alle posizioni più acute. La tastiera può essere piatta o presentare un profilo convesso. Ponticello e cordiera sono assimilabili ai modelli nostrani. Rispetto ai due tipi già descritti, grazie alla profondità della cassa, il timbro è decisamente più profondo e risonante. In genere non ne possiede la medesima dolcezza, qui compensata da una maggior capacità di proiezione, dal lungo sustain e da un invidiabile equilibrio tonale. Sempre a causa delle proporzioni relative tra l'ampia volumetria interna e le ridotte dimensioni della buca, gli acuti non sono particolarmente brillanti e lo strumento, più che ai cantabili disseminati di trilli, si rivela adatto a fraseggi ad ampio respiro, richiedenti molta dinamica, nonché ai passaggi riccamente arpeggiati con accordi estesi in cui la forte sollecitazione impartita alle corde si traduce in una maggior risonanza più che in un incremento di suono.

### Mandolini americani
Nel XVIII secolo un tipo di liuto molto simile al mandolino venne molto apprezzato dalle giovani donne delle classi superiori, spesso costruiti secondo un design spagnolo o francese. Nel corso del tempo, lo strumento perse popolarità a favore, sia della chitarra spagnola, sia al banjo, uno strumento la cui origine viene fatta risalire agli schiavi neri presenti nelle piantagioni.

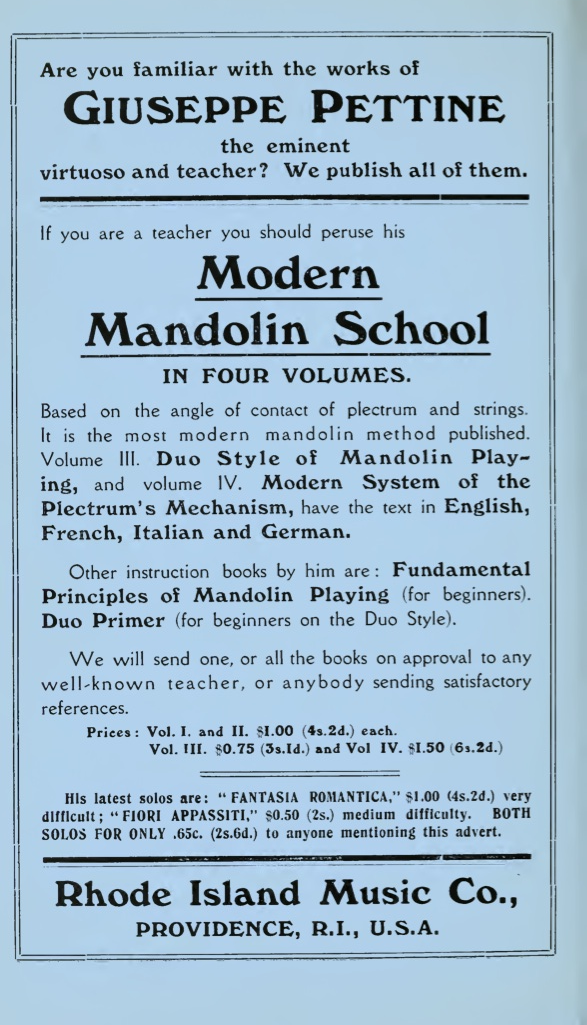

Dal 1880 fino agli inizi del 1930, milioni di uomini e donne partirono dall'Italia, soprattutto da Napoli e dalla Campania per New York, e anche provenienti dal Sud della Germania. Tra gli oggetti che portarono con loro vi era, a volte, un vecchio mandolino napoletano o tedesco, necessario per suonare musica popolare e tradizionale, in quel periodo storico, comune in Europa. Dave Apollon era un immigrato ebraico russo, molto popolare per la sua musica klezmer e per essere uno dei primi musicisti a usare il mandolino per il jazz. Quando giunsero sempre più italiani, ebrei, e tedeschi, la domanda per lo strumento cresceva. Divenne di moda come uno strumento da suonare in casa o nei campus universitari. Nel 1896, un italiano, Giuseppe Pettine, pubblicò a Providence, Rhode Island,  sei antologie per la costruzione di mandolini, e, grazie a quelle antologie, l'interesse verso lo strumento crebbe sempre più. Le orchestre con mandolini divennero sempre più popolari nelle sale da concerto e lo strumento fu prontamente reso disponibile attraverso riviste, e facilmente acquistabile. La maggior parte della produzione di mandolini avveniva sulla costa orientale e molti degli ordini giungevano fino a 3 000 km di distanza.
A causa dell'estrema povertà che colpì molti immigrati del Nuovo Mondo, i loro strumenti, dopo alcuni anni si deteriorano, e, siccome non potevano tornare in Europa per ripararli, questo spinse alla produzione di nuovi strumenti a livello locale, e di conseguenza alla riparazione dei vecchi cimeli di famiglia. Nel 1896, Orville Gibson, residente a Kalamazoo, in Michigan, possedeva una bottega, dove, per passatempo, amava sperimentare la produzione di strumenti a corda. Il suo primo brevetto per un mandolino gli fu concesso nel 1898, e, con il tempo,  realizzò anche lire, mandole e le più famose chitarre. Nel 1902 aveva fondato la Gibson Mandolin-Guitar Manufacturing Company; oggi è conosciuta come la Gibson Brands Inc.

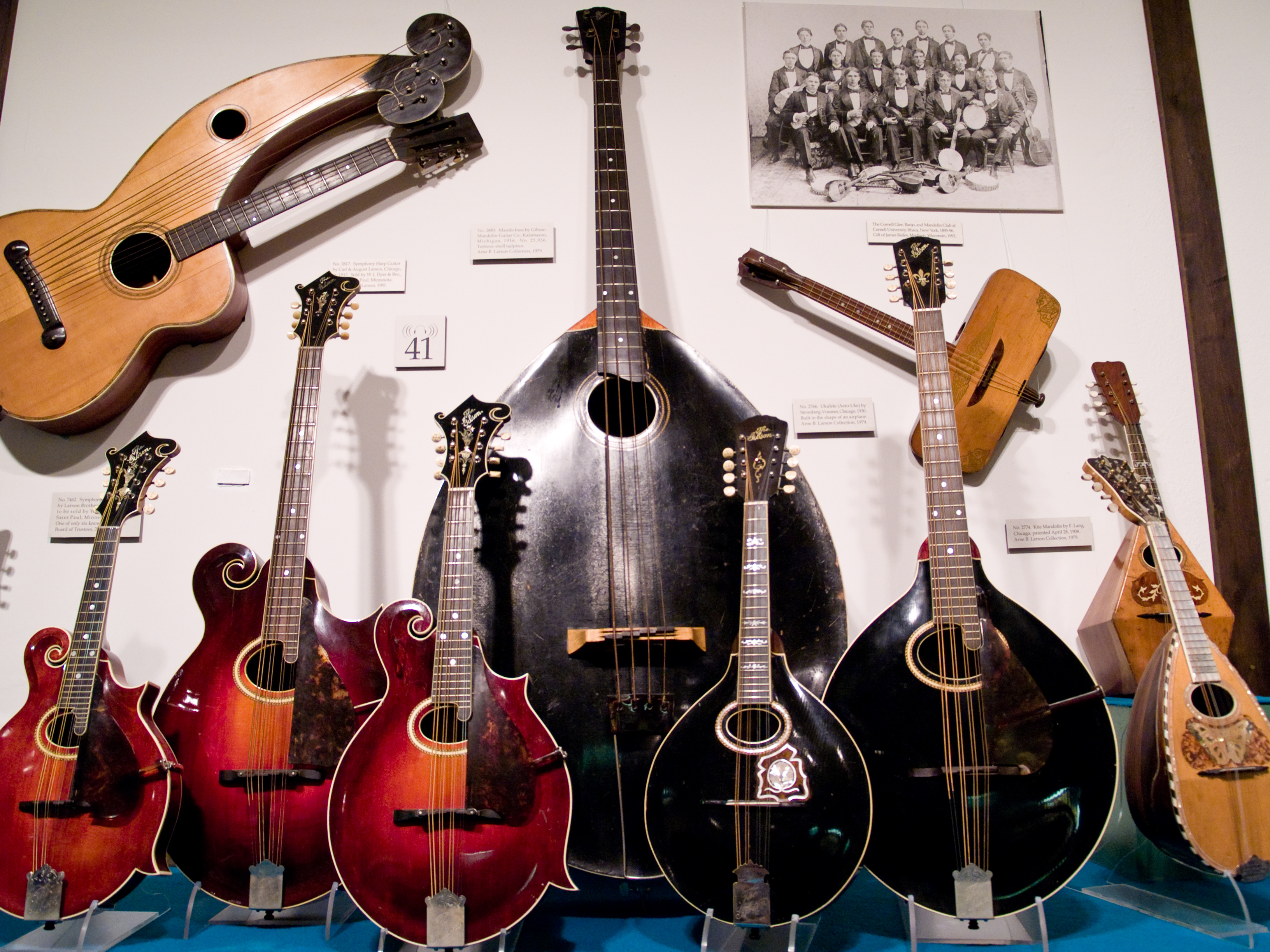
Una mostra di mandolini Gibson. Sono esposti anche mandole, mandobassi e strumenti di altri costruttori di inizio Novecento come Larson Brothers di Chicago.

L'influenza di Gibson nella costruzione del mandolino americano divenne fondamentale perché, prima del suo tempo, questo strumento era ancora molto simile agli analoghi strumenti che per secoli furono popolari in Germania, Spagna e Italia. Il primo aspetto che venne modificato, è la forma stessa del mandolino: lo si volle far assomigliare al violino, e per questo la tavola venne scolpita e arcuata. Quasi tutti i mandolini italiani sono a forma di ciotola, ma nel disegno del Gibson, lo strumento era arcuato e dotato anche di un piccolo foro ovale, in seguito sostituito nella linea di fascia alta da due buche a effe come nel violino grazie al contributo del musicista/progettista Lloyd Loar. La forma a lacrima del mandolino italiano divenne facoltativa, una questione di scelta e di gusto del liutaio, dato che la Gibson realizzò sia mandolini a forma di lacrima (A Style) sia con il tipico ricciolo (F Style).
I mandolini costruiti da Gibson e quelli successivi fabbricati da altri liutai, come Gilchrist, Monteleone, Collings, non sono destinati alla musica classica o ai folkloristi, anche se fino a un certo punto possono essere utilizzati anche per quel tipo di musiche. Le corde di questi strumenti posseggono una scala molto più lunga, rispetto ai tradizionali mandolini napoletani.
Sono inoltre destinati a possedere un suono molto più forte dei mandolini italiani, proprio per essere ascoltati sopra il suono equivalente di una chitarra o di un banjo, che sempre più spesso accompagnano. Di solito vengono usati per impreziosire generi musicali, quali il bluegrass, il jazz, il ragtime e utilizzati anche in alcune canzoni rock and roll, come alcune di Rod Stewart, dei REM, George Harrison, e Bruce Springsteen. Nella musica bluegrass il mandolino è uno strumento primario utilizzato per la ritmica assieme alla chitarra e anche per le parti melodiche con il violino e il banjo sul registro alto, mentre il contrabbasso pizzicato o basso elettrico interviene su quello più basso; questa struttura della band nasce quando il bluegrass viene inventato da Bill Monroe negli anni 1940.

## Il plettro
Il plettro è una piccola lamina a forma vagamente triangolare o sagomata a goccia con cui, analogamente all'arco per il violino e alle unghie del chitarrista, si pongono in vibrazione le corde del mandolino. L'impugnatura corretta si ottiene piegando l'indice della mano destra verso il palmo e appoggiandovi il plettro sul fianco delle ultime due falangi, disposte ad angolo tra di loro. il plettro verrà quindi fermato morbidamente dal polpastrello del pollice, che vi si appoggia di piatto. Per affrontare la tecnica dello strumento, pur se saldamente tenuto, il plettro deve poter oscillare nella presa.
Il plettro è un accessorio fondamentale: ferma restando l'acquisizione di una buona tecnica a livello di precisione, agilità, forza e scioltezza di polso, la scelta di forma, materiale e spessore determina in buona parte la sonorità del mandolino. In particolare essa si esprime in funzione del tipo di strumento e quindi dalla sonorità ricercata; in linea di massima sul mandolino classico si usano plettri tendenzialmente sottili e appuntiti, dall'azione scattante; all'estremità opposta della gamma timbrica il plettro adatto a sfruttare a piena potenza le doti del mandolino contemporaneo a cassa scolpita sarà massiccio, di forma smussata e alquanto rigido.
Anticamente i plettri erano ricavati dal carapace delle tartarughe, ma erano fatti anche di osso, di corno o con legni duri e flessibili, come il salice o il legno di bambù. I plettri che attualmente si trovano comunemente in commercio sono in celluloide, plastica e diversi altri materiali sintetici d'avanguardia. La flessibilità è determinata dalla miscela usata per sagomare questo oggetto.

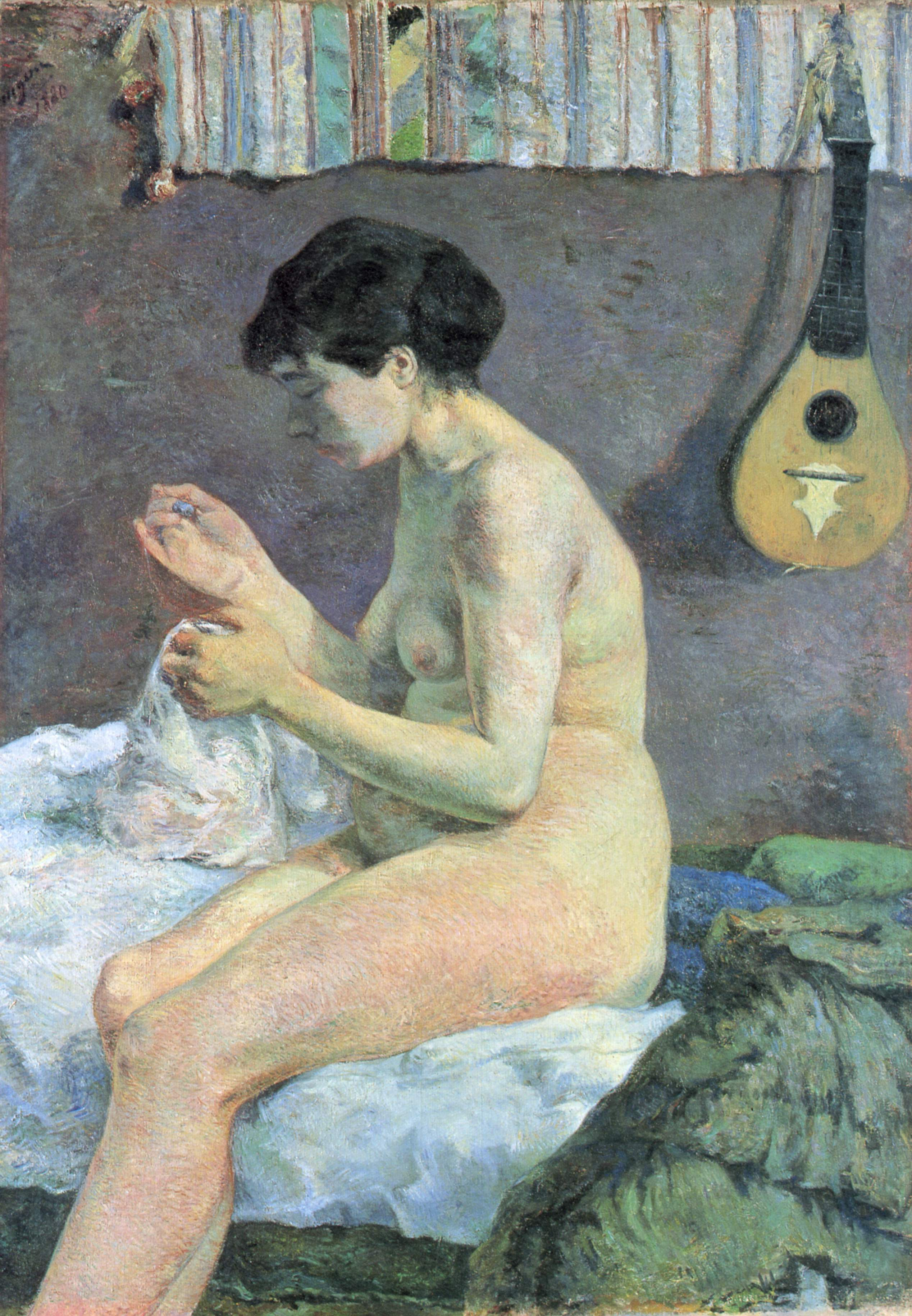
Studio di nudo
(donna con mandolino)
Paul Gauguin

### Tecnica
Il plettro si tiene tra il pollice e l'indice per 1/3 della sua lunghezza e con il semplice movimento del polso bisogna colpire una volta la coppia di corde dall'alto verso il basso e dal basso verso l'alto. Eseguendo questo movimento alternato molto rapidamente su una stessa nota si ottiene il tremolo o trillato, effetto che rende unico il suono di questo strumento.

## Accordatura ed estensione
L'accordatura del mandolino napoletano è identica a quella del violino: dalla quarta corda (la coppia più spessa) alla prima, le note sono sol, re, la e mi. In particolare, il la vibra alla frequenza di 440 Hz, quella del comune diapason a forchetta; in mancanza di questo, si può far riferimento al la ottenuto premendo al 5º tasto il mi cantino di una chitarra. Sempre sulla chitarra, la 3ª corda a vuoto (sol) corrisponde alla 4ª del mandolino. Per ottenere un suono più naturale si accorda anche a 432 Hz.
La nota più grave è il sol sotto il do centrale del pianoforte, mentre la tessitura si sviluppa verso l'acuto per almeno tre ottave. L'estensione effettiva varia a seconda della lunghezza della tastiera; nei modelli a 17 tasti è di tre ottave e un tono, mentre nei mandolini a tastiera prolungata può giungere a oltre quattro. All'atto pratico, tuttavia, l'elevata tensione esercitata dalle corde doppie unita all'esigua distanza tra i tasti a fine tastiera limita l'estensione effettiva in funzione della complessità esecutiva nonché della conformazione e della forza delle dita. In particolare, le note oltre il do sovracuto sono di difficile esecuzione per cui vengono usate sporadicamente. In alcuni mandolini classici, la cui tastiera si prolunga oltre la buca fino a 24-26 tasti, ma in alcuni modelli fino a 39, alcuni di questi vengono rimossi per offrire una buona accessibilità ad alcune note estreme, pur se a scapito della completezza cromatica.
È interessante constatare che, con la debita eccezione della mandola tenore, la famiglia dei 'plettri' condivide il medesimo schema di accordatura di quella degli 'archi': gli strumenti corrispondenti alla tessitura di soprano (mandolino e violino), contralto (mandola e viola) e baritono (mandoloncello e violoncello) sono accordati per quinte mentre in quelli dall'estensione più grave (mandolone e contrabbasso) l'accordatura è per quarte.
All'interno della famiglia dei plettri è sopravvissuta, e anzi oggigiorno prospera grazie alla musica acustica contemporanea, una taglia da tempo estromessa dalla famiglia degli archi: la già citata mandola tenore che si pone timbricamente tra la mandola (voce contralto) e il mandoloncello (voce baritono) accordata un'ottava esatta sotto il mandolino. Sulla mandola tenore non esiste tuttora un'uniformità di vedute circa il suo nome; per esempio, negli Stati Uniti è spesso chiamata octave mandolin («mandolino all'ottava», cioè basso).

## In Italia
In Italia è presente la Federazione Mandolinistica Italiana (F.M.I.), che accoglie orchestre, ensembles e gruppi che utilizzano il mandolino quale strumento principale nel proprio organico. La F.M.I. rappresenta l'Italia in seno all'E.G.M.A. (European Guitar and Mandolin Association).
Uno dei gruppi più antichi è l'Estudiantina Bergamasca di Bergamo, cofondata dal compositore Angelo Mazzola.
Dal 2010 si svolge a Modena, Protagonista il Mandolino, una delle rassegne più importanti nel panorama mandolinistico italiano, organizzata dall'Associazione Ensemble Mandolinistico Estense.